# Heds socken
Heds socken i Västmanland ingick i Skinnskattebergs bergslag, ingår sedan 1971 i Skinnskattebergs kommun och motsvarar från 2016 Heds distrikt.
Socknens areal är 110,26 kvadratkilometer, varav 99,96 land. År 2000 fanns här 677 invånare. Orten Karmansbo samt sockenkyrkan Heds kyrka ligger i socknen. 

## Administrativ historik
Heds socken bildades 1593 genom en utbrytning ur Malma socken, före början av 1700-talet benämnd Malma fjärding.
Vid kommunreformen 1862 övergick socknens ansvar för de kyrkliga frågorna till Heds församling och för de borgerliga frågorna till Heds landskommun. Landskommunens inkorporerades 1952 i Skinnskattebergs landskommun som 1971 uppgick i Skinnskattebergs kommun. Församlingen uppgick 2006 i Skinnskatteberg med Hed och Gunnilbo församling.
1 januari 2016 inrättades distriktet Hed, med samma omfattning som församlingen hade 1999/2000.
Socknen har tillhört fögderier, tingslag och domsagor enligt vad som beskrivs i artikeln Skinnskattebergs bergslag.  De indelta soldaterna tillhörde Västmanlands regemente, Bergslags (Bergs) kompani.

## Geografi
Heds socken ligger nordväst om Köping med Hedströmmen i väster och sjöarna Långsvan och Lillsvan i öster. Socknen är en kuperad myrrik skogsbygd.
Järnvägslinjen Godsstråket genom Bergslagen berör socknens allra västligaste del. Det gamla arbetslägret Krampenlägret (numera är husen rivna) ligger vid järnvägen inom Heds socken, precis på gränsen till Skinnskattebergs socken.
Vid Hedströmmen ligger, från norr räknat, Tomasbo, Västanhed, Karmansbo, Bernshammar och Jönsarbo. Heds kyrka ligger på en höjd invid länsväg 250. I detta område ligger även byn Bubbarsbo, som till stor del består av fritidsbebyggelse invid sjön Lillsvan. Norr om denna sjö ligger dess "systersjö" Långsvan på vars västra strand byn Bysala ligger. Bysala är den gamla tingsplatsen för Skinnskattebergs härad. Länsväg 250 går på västsidan av Långsvan.
I väster sträcker sig sockenområdet fram till länsgränsen till Örebro län och gränsar där till Ramsbergs socken i Lindesbergs kommun. I nordväst gränsar socken mot Skinnskattebergs socken och i norr mot Gunnilbo socken.

## Fornlämningar
Man har anträffat sju boplatser från stenåldern. Däremot finns inga spår efter bosättning från övrig förhistorisk tid. Den nuvarande bebyggelsen tog sin början på medeltiden. Inom socknen finns en ödekyrkogård samt rester efter hyttor och hammarsmedjor.

## Namnet
Namnet (1351 Heed) innehåller hed, torr, tallbevuxen mark' syftande på Köpingsåsen som går från Malma till Skinnskatteberg.

## Befolkningsutveckling
| Befolkningsutvecklingen i Heds socken 1750–1990                                                         | Befolkningsutvecklingen i Heds socken 1750–1990 | Befolkningsutvecklingen i Heds socken 1750–1990 | Befolkningsutvecklingen i Heds socken 1750–1990 | Befolkningsutvecklingen i Heds socken 1750–1990 |
| --- | ----------------------------------------------- | ----------------------------------------------- | ----------------------------------------------- | ----------------------------------------------- |
| |                                                 |                                                 |                                                 |                                                 |
| År |                                                 |                                                 | Folkmängd                                       |                                                 |
| 1750 | 1750                                            |                                                 | 912                                             |                                                 |
| 1760 | 1760                                            |                                                 | 934                                             |                                                 |
| 1769 | 1769                                            |                                                 | 1 056                                           |                                                 |
| 1780 | 1780                                            |                                                 | 1 060                                           |                                                 |
| 1790 | 1790                                            |                                                 | 1 056                                           |                                                 |
| 1800 | 1800                                            |                                                 | 1 210                                           |                                                 |
| 1810 | 1810                                            |                                                 | 1 205                                           |                                                 |
| 1820 | 1820                                            |                                                 | 1 212                                           |                                                 |
| 1830 | 1830                                            |                                                 | 1 341                                           |                                                 |
| 1840 | 1840                                            |                                                 | 1 432                                           |                                                 |
| 1850 | 1850                                            |                                                 | 1 568                                           |                                                 |
| 1860 | 1860                                            |                                                 | 1 627                                           |                                                 |
| 1870 | 1870                                            |                                                 | 1 791                                           |                                                 |
| 1880 | 1880                                            |                                                 | 2 042                                           |                                                 |
| 1890 | 1890                                            |                                                 | 2 185                                           |                                                 |
| 1900 | 1900                                            |                                                 | 2 149                                           |                                                 |
| 1910 | 1910                                            |                                                 | 2 103                                           |                                                 |
| 1920 | 1920                                            |                                                 | 1 861                                           |                                                 |
| 1930 | 1930                                            |                                                 | 1 441                                           |                                                 |
| 1940 | 1940                                            |                                                 | 1 299                                           |                                                 |
| 1950 | 1950                                            |                                                 | 1 064                                           |                                                 |
| 1960 | 1960                                            |                                                 | 1 019                                           |                                                 |
| 1970 | 1970                                            |                                                 | 600                                             |                                                 |
| 1980 | 1980                                            |                                                 | 602                                             |                                                 |
| 1990 | 1990                                            |                                                 | 692                                             |                                                 |
| Anm: Källor: Umeå universitet - Tabellverket 1749-1859, Demografiska databasen, CEDAR, Umeå universitet |                                                 |                                                 |                                                 |                                                 |